# Lorenzertor

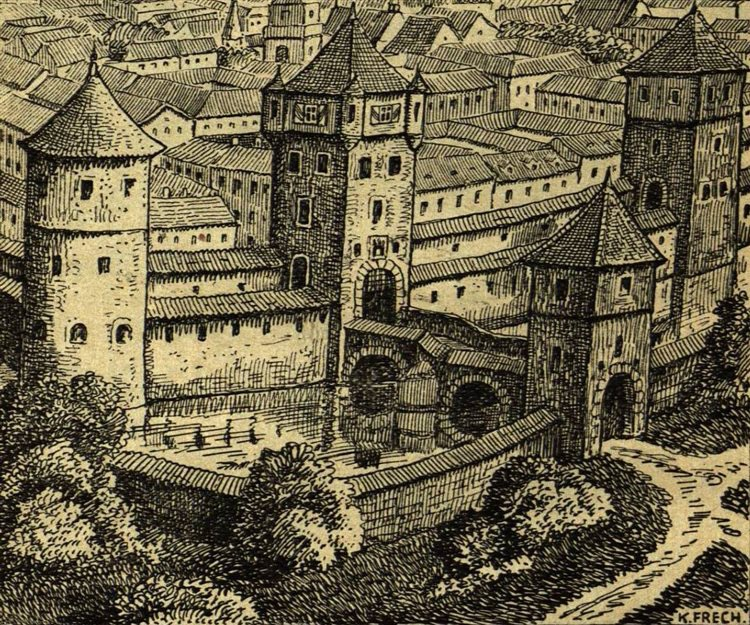
Das Lorenzertor nach einer Rekonstruktionszeichnung von Karl Frech

Das Lorenzertor (slowak. Laurinská brána ungar. Lőrinc-kapu) ist ein ehemaliges Tor in der Altstadt von Preßburg (heute Bratislava) am Ende der heutigen Laurinská ulica (deutsch Lorenzert[h]orgasse). Es war eines der vier mittelalterlichen Stadttore von Preßburg.

## Geschichte
Die Straße und das Tor waren nach der ehemaligen Pfarrkirche des Hl. Lorenz  benannt, die sich neben dem Tor befand. Der heilige Lorenz galt im Mittelalter als Schutzpatron der Reisenden. Viele Städte hatten Kirchen die ihm geweiht waren und diese Kirchen standen überwiegend außerhalb der Stadtmauern. Die St. Lorenzkirche musste wegen der damals drohenden Türkengefahr bereits im Jahre 1528 abgetragen werden. Das Baumaterial der Kirche wurde zur Verstärkung der Stadtmauern benutzt. Aber das Tor behielt auch nach dem Abriss den alten Namen bei. Selbst dann als im Jahre 1732 vor dem Tor eine neue Säule – die des Hl. Florians – aufgestellt wurde.

Das Tor wurde im 13. Jahrhundert gebaut und wir in Urkunden erstmals im Jahre 1412 erwähnt. Der Turm und das Tor waren dem Michaelertor ähnlich. Das Tor bestand aus einem inneren, mittleren und äußeren Tore. Über dem mittleren Tore erhob sich eine mit Schindeln bedeckte Galerie, der sogenannte „Umbgangk“. Der Turm war nicht sehr hoch, mit einem vergoldeten Knöpfe geschmückten einem mit Wappen verzierten Fähnlein geziert. Am mittleren Tore war das Bildnis des heiligen Lorenz angebracht.

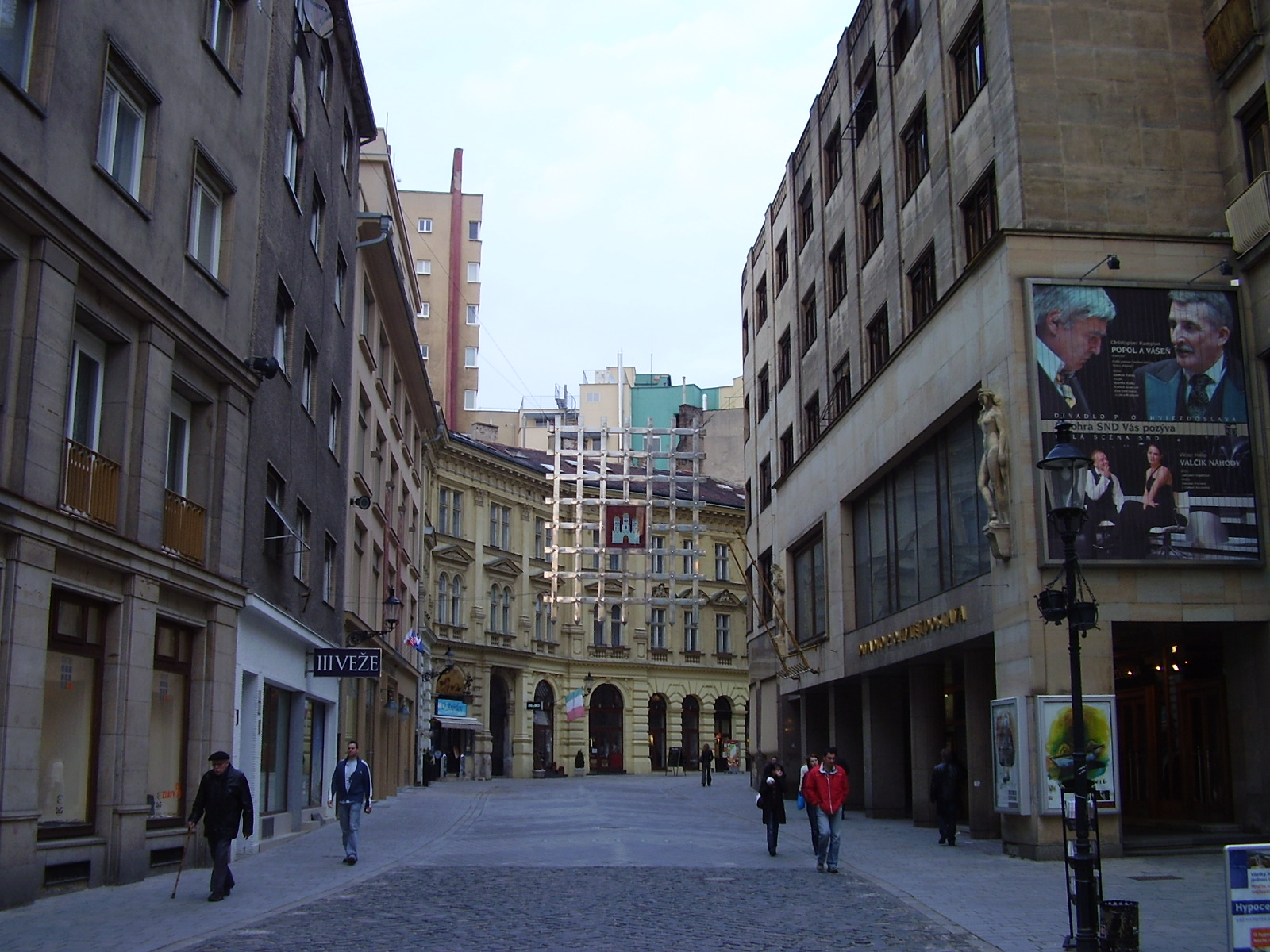
Hängendes Fallgitter als Erinnerung an die Stelle des ehemaligen Tores.

Die Verteidigungsfähigkeit des Tores war durch ein starkes Vorwerk, einen sogenannten Zwinger, verstärkt. Vor dem Tore stand ein Wachhaus für Wächter und Söldner. Im inneren Tore war ein Pulvermagazin und ein Lager für Steinkugeln untergebracht. Zeitweise war das Tor für den großen Verkehr gesperrt und nur eine Seitentür ermöglichte den Zugang. Seit dem Jahre 1608 wurde es dem allgemeinen Verkehr freigegeben. Im Jahre 1631 richtete ein heftiger Sturmwind in der ganzen Stadt großen Schaden an. Damals wurde auch das Türmchen des Lorenzertores zerstört. Auch das Dach des Tores wurde zerstört und musste vom Stadtmeister Urban Windisch für 25 Gulden wieder neu hergestellt werden.
In dem Wachhause vor dem Tore wurden die städtischen Kanonen aufbewahrt. Hier befand sich auch eine Wasserwehr, welche die städtischen Gräben mit Wasser zu versorgen hatte.
Das Tor wurde 1778 abgerissen, als auch schon größere Teile der Preßburger Stadtbefestigung abgetragen wurden. Als einzige Erinnerung an dieses feste Verteidigungswerk der Stadt Preßburg blieb uns lediglich der Name Lorenzertorgasse erhalten (slow. Laurinská ulica).
An der Stelle des ehemaligen Tores befindet sich heute das Pavol-Országh-Hviezdoslav-Theater. (slow. Divadlo Pavla Országha Hviezdoslava).